# دهستان میلاجرد
دهستان میلاجرد یکی از دهستان‌های استان مرکزی است که در بخش میلاجرد شهرستان کمیجان واقع شده است.
روستاهای تابع آن عبارتند از: آقچه کهریز ،امام زاده عباس ،پرکک ،حسین آباد ،سلوکلو ،فامرین ،مهدی آباد ،نهر پشته ،خاتم آباد